# King Kunta
«King Kunta» es una canción del rapero estadounidense Kendrick Lamar, tomado de su tercer álbum, To Pimp a Butterfly (2015). Fue lanzado como tercer sencillo del álbum el 24 de marzo de 2015, mientras que el video musical se estrenó en Vevo y YouTube, el 2 de abril de 2015.

## Antecedentes
Kendrick era un invitado musical de Saturday Night Live junto etiqueta compañero Jay Rock y Chantal. Muchos esperaban Kendrick estrenará «King Kunta» en el show. Sin embargo, Kendrick decidió realizar «i» y sus versos invitado en «Pay for It» de Rock, para la cual Rock y Chantal salieron y realizar con él.

## Composición
«King Kunta» es una referencia al esclavo rebelde arquetípico Kunta Kinte, la base del personaje principal de la novela de Alex Haley, Raíces. La canción contiene una interpolación de «Get Nekkid» (2000), escrito por Johnny Burns y compuesto por Mausberg; recanta las letras de «Smooth Criminal» (1987), escrito y compuesto por Michael Jackson; elementos de la canción de James Brown  «The Payback» de 1974, escrito por Brown, Fred Wesley, y John Starks; y ha sampleado la canción "We Want the Funk" escrita por George Clinton, Garry Shider, Bootsy Collins, Bernie Worrell, Maceo Parker, Fred Wesley , escrito y compuesto por Ahmad Lewis. Los coros son proporcionados por Whitney Alford.

## Video musical
El video musical de la canción fue filmado en Compton, California. Kendrick declaró en una entrevista con la emisora de radio de la ciudad de Nueva York Hot 97, que la mayoría de la gente en el video son amigos suyos que aún residen en Compton. El video fue dirigido por Director X, quien explicó a Complex, que la visual al «King Kunta» fue inspirado originalmente por «Still D.R.E.», un clásico en el video del canon de la Costa Oeste. «King Kunta» también toma prestado ideas del video «California Love» de 2Pac y Dr. Dre En el principio de «California Love», "Pac va al Compton Swap Meet a buscar algo de ropa para vestir a la fiesta más tarde esa noche. En «King Kunta», Lamar pone encima del Swap Meet y rapea a una multitud que adora a continuación. Wal-Mart ha adquirido oficialmente el Swap Meet, por lo que el vídeo es nota de salida tanto de K-Dot a 'Pac y Dre, así como una «fiesta de despedida» a la institución Compton.

## Posicionamiento en listas
| Listas (2015)                               | Mejor posición |
| ------------------------------------------- | -------------- |
| Australia (ARIA)                            | 33             |
| Bélgica (Flandes) (Ultratop 50)             | 15             |
| Bélgica (Valonia) (Ultratip Bubbling Under) | 11             |
| Francia (SNEP)                              | 83             |
| Irlanda (IRMA)                              | 47             |
| Países Bajos (Mega Single Top 100)          | 70             |
| Nueva Zelanda (Recorded Music NZ)           | 24             |
| Suecia (Sverigetopplistan)                  | 90             |
| Reino Unido (UK Singles Chart)              | 56             |
| Estados Unidos (Billboard Hot 100)          | 58             |
| Estados Unidos (Hot R&B/Hip-Hop Songs)      | 20             |
| Estados Unidos (Hot Rap Songs)              | 11             |
| Estados Unidos (Rhythmic)                   | 22             |